# 10247 Amphiaraos
10247 Amphiaraos este o planetă minoră (asteroid), cu un diametru de 26,826 km, din Asteroid troian al lui Jupiter. A fost descoperită pe 24 septembrie 1960 la Observatorul Palomar de Cornelis Johannes van Houten și a fost numită după Amphiaraos⁠(d). 
Obiectul prezintă o orbită caracterizată de o semiaxă mare de 5,266681 UAi, o excentricitate de 0,009, o înclinație de 4,191646 ° în raport cu ecliptica.